# Fowtbolayin Akowmb Shirak Gyumri
El Fowtbolayin Akowmb Shirak Gyumri (en armeni: Ֆուտբոլային Ակումբ Շիրակ Գյումրի), és un club armeni de futbol de la ciutat de Gyumri (antigament anomenada Leninakan).

## Història

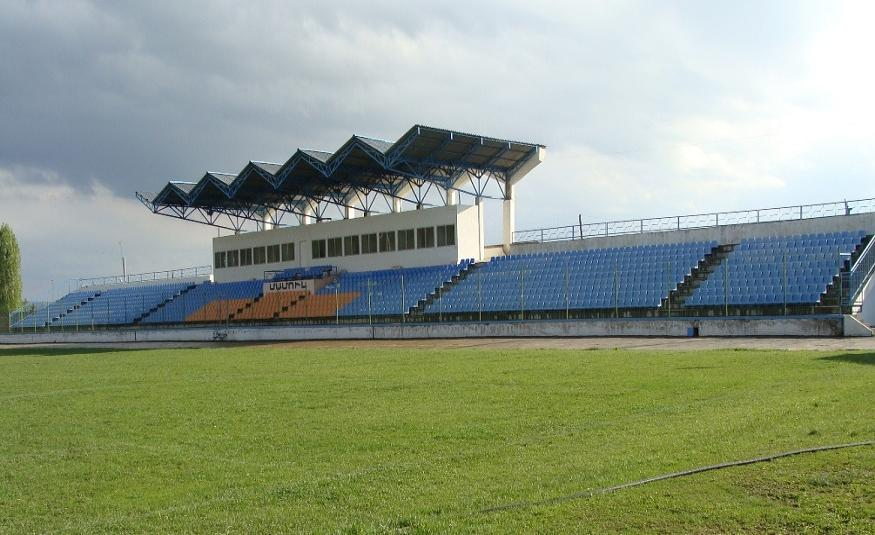
Estadi del FC Shirak.

Durant els anys 70 el club s'anomenà Olympia. Va jugar a la segona divisió soviètica. És un dels clubs més antics del país i ha produït destacats futbolistes com Artur Petrossian i Harutyun Vardanyan.
Evolució del nom:
- 1958: Shirak FC Leninakan
- 1970: Olympia Leninakan
- 1981: Shirak FC Leninakan
- 1991: Shirak FC Giumri

## Futbolistes destacats
- Artur Petrossian
- Harutyun Vardanyan
- Karen Aleksanyan
- Armen Tigranyan
- Hrayr Mkoyan

## Palmarès
- Lliga armènia de futbol: 5
  - 1992, 1994, 1995, 1999, 2012-13
- Copa armènia de futbol: 1
  - 2012
- Supercopa armènia de futbol: 4
  - 1996, 1999, 2002, 2013

## Evolució de l'uniforme
| 1999 | fins a 2009 | 2010 | des de 2011 |